# Канадський Лісовий Корпус
Канадський лісовий корпус — адміністративна одиниця в канадських збройних силах. Сформований під час Першої світової війни, деякі полки окрім адміністративно-підготовчих функцій використовувалися й в бойових діях. Кількісно становив понад 35 000 військовиків.

## Заснування
Лісовий корпус був створений під час Першої світової війни, коли було виявлена потреба, у величезній кількості деревини для використання на Західному фронті. Дощатий настил, переправи, деревина, ящики, укріплення траншейні, бліндажі, розчищення ділянок під аеродроми та інші цілі — все, це потребувало деревини, тому Британський уряд дійшов до висновку, що не було нікого більш досвідченого і найкваліфікованішого в Британській імперії для збору деревини, а ніж канадці. На початках всі роботи робили в Канаді та переправляли ліс до Англії, а вже згодом було вирішено використовувати канадців в Європі, на вирубках та розчищенню лісів у Великій Британії та Франції.
Деякі полки спочатку що були поблизу фронту перекваліфіковувалися в стрілецькі частини. Силами корпусу було побудовано аеродроми у Франції для постійно зростаючої кількості пілотів Королівських ВПС. Іноді, лісова піхота використовувалася, як трудова одиниця на лінії фронту з обов'язками: накопичення артилерійських боєприпасів, допомога у швидкому спорудженню залізничних і автомобільних шляхів чи ремонту наявних транспортних мереж, що були зруйновані в результаті нападу військ супротивника, або у наданні допомоги для евакуації поранених. У загальній складності близько 35 тисяч канадців служили в лісовому корпусі.

## В часи Другої світової
Опісля війни корпус був розформований й частина військовиків перевелася до інших підрозділів Канадської армії. З початком Другої Світової війни корпус знову було поновлено, задля уже визначених його допоміжних функцій в військових кампаніях.

## Відомі військовики корпусу
- Коновал Пилип
- художник Альфред Маннінґс[2] (Sir Alfred James Munnings) перебував в корпусі й написав відомі свої полотна в цей час під враженням від канадійських лісовиків-дереворубів